# Marche de Carniole
Pour les articles homonymes, voir Carniole.
1040–1364
Entités précédentes :
- Duché de Carinthie

Entités suivantes :
- Duché de Carniole

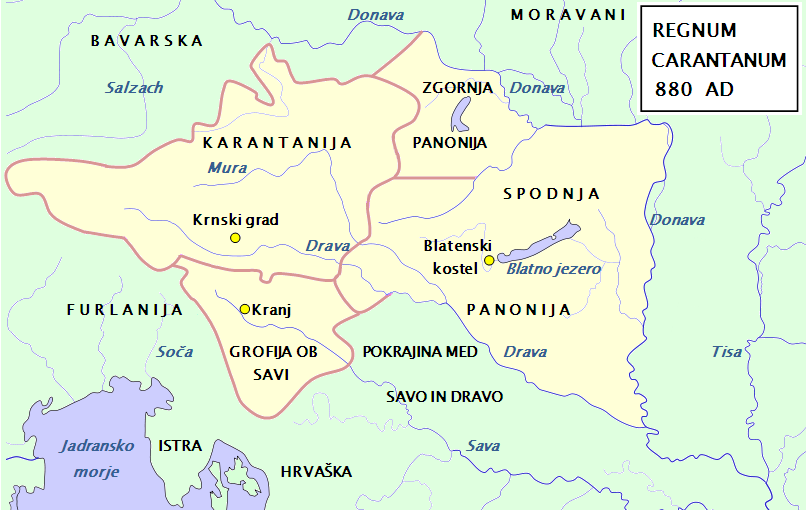
La région vers 880, à l'époque de Carloman de Bavière

La marche de Carniole (en slovène : Kranjska krajina) ou margraviat de Carniole (en allemand : Markgrafschaft Krain) était une marche dans le sud-est du Saint-Empire romain. Soumis au pouvoir des ducs de Carinthie au début, un margraviat autonome en Carniole fut etabli en 1040. Il a existé jusqu'à son élévation en duché sous le règne des Habsbourg en 1364.

## Histoire
Sous le règne des Carolingines, la Carniole (en slovène : Kranjska ; en allemand : Krain) fut raccordée à la vaste marche de Frioul à l'ouest, l'ancien duché de Frioul au sein du royaume lombard conquis par les forces de Charlemagne vers l'année 774. Après la destitution du margrave Baldéric de Frioul par l'empereur Louis le Pieux en 828, sa marche fut divisée en plusieurs comtés ; alors que le territoire à l'ouest passa au royaume d'Italie, la région de Carniole, conjointement avec l'ancienne principauté de Carantanie au nord, tombe sous l'influence du duché de Bavière faisant partie de la Francie orientale après la conclusion du traité de Verdun en 843. La Carniole devint une marche avec son propre margrave qui résidait dans le château de Kranj (Krainburg) en Haute-Carniole, sujette d'abord aux souverains de Bavière, puis, après 976, du duché de Carinthie nouvellement crée.

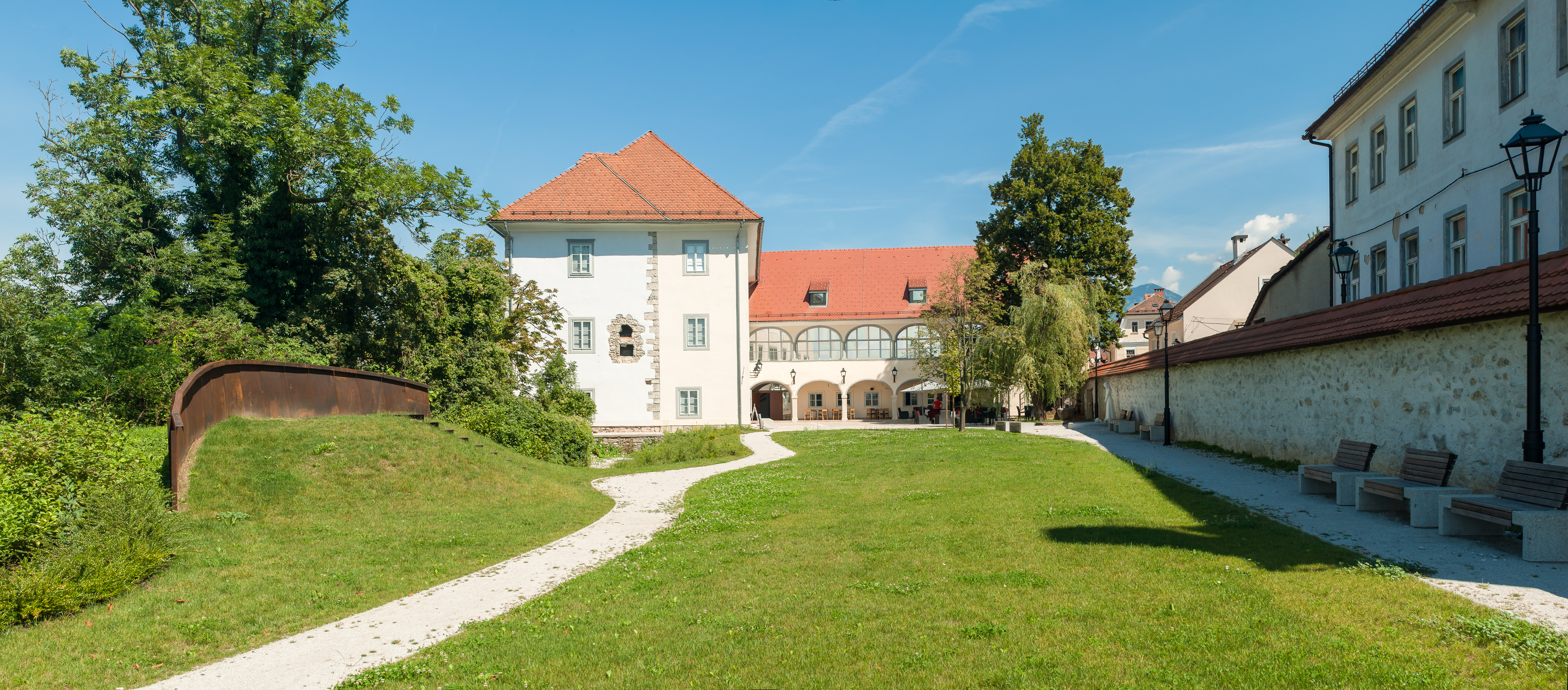
Le château Kieselstein, résidence des margraves à Kranj.

Vers l'an 1040, la marche est devenue un État immédiat du Saint-Empire, gouverné par la dynastie thuringienne des comtes de Weimar. Le premier souverain, Poppo Ier († v. 1044), margrave d'Istrie depuis 1012, est nommé dans un document de l'an 1040. Son fils, Ulrich Ier, apparaît comme margrave dans les sources depuis l'an 1050 environ. Les comtes de Weimar, partisans de la dynastie franconienne, ont pu augmenter leurs domaines. La dissociation de la Carinthie s'est accompagnée d'une approche vers la marche windique et les territoires sur la rivière Savinja à l'est.
Pendant la querelle des Investitures en 1077, le roi Henri IV confie la Carniole à son confident Sieghardt de Beilstein, patriarche d'Aquilée qui cependant meurt peu après. Le Patriarcat, une principauté ecclésiastique au centre du Frioul, reste nominalement le suzerain de la marche jusqu'en 1282, à l'exception de la période 1202-1214 où le duc Louis Ier de Bavière possède le fief. En fait, toutefois, après l'extinction de la lignée des Weimar en 1112 plusieurs dynasties luttaient les uns contre les autres pour être régent à Kranj, notamment la maison de Sponheim et les comtes d'Andechs. À la mort du comte Othon VIII d'Andechs, duc de Méranie, en 1248, son beau-frère Ulrich III de Sponheim, fils du duc Bernard de Carinthie et époux d'Agnès de Méranie, prend possession de la marche.
En 1269, après la mort d'Ulrich III, le roi Ottokar II de Bohême occupa le pays. Ottokar, déjà seigneur d'Autriche et de Styrie occupe et unifie la marche de Carniole, la marche windique et la vallée de la Savinja. Il en fait la marche de son vaste royaume qui s'étend de la mer Baltique à l'Adriatique. En 1276, ses fiefs sont recouvrés par Rodolphe de Habsbourg, roi des Romains, qui remporta la victoire contre Ottokar à la bataille de Marchfeld le 26 août 1278. Attribué à ses alliés de la maison de Goritz, aussi ducs de Carinthie, le fief, enfin, fut confisqué par les Habsbourg en 1335 et élevé en duché par Rodolphe IV le Fondateur en 1364.

## Liste des margraves de Carniole

### Comtes de Weimar-Orlamünde
- 1040-1044 : Poppo Ier, comte de Weimar, margrave d'Istrie
- 1050-1070 : Ulrich Ier, comte de Weimar, margrave d'Istrie
- 1070-1098 : Poppo II, comte de Weimar, margrave d'Istrie à partir de 1096
- 1098-1107 : Ulrich II, son frère, comte de Weimar, margrave d'Istrie

### Maison de Sponheim
- 1107-1124 : Engelbert II, duc de Carinthie
- 1124-1173 : Engelbert III, margrave d'Istrie

### Comtes d'Andechs-Diessen
- 1173-1188 : Berthold III, margrave d'istrie
- 1188-1204 : Berthold IV von Diessen, margrave d'Istrie, duc de Méranie depuis 1182
- 1204-1228 : Henri de Méranie, banni en 1209
- 1228-1234 : Othon VII, duc de Méranie et comte de Bourgogne
- 1234-1248 : Othon VIII, duc de Méranie

### Maison de Sponheim
- 1248-1269 : Ulrich III, duc de Carinthie à partir de 1256.

Lorsqu'Ulrich III meurt en 1269, il léguait le fief au roi Ottokar II de Bohême qui régna sur la Carniole jusqu'aux revendications territoriales de Rodolphe Ier de Habsbourg, élu roi des Romains en 1273. En 1286, Rodolphe accorda le fief à son partisan le comte Meinhard de Goritz.

### Comtes de Goritz
- 1286-1295 : Meinhard, comte de Tyrol depuis 1258, également duc de Carinthie
- 1295-1335 : Henri, duc de Carinthie, roi de Bohême de 1307 à 1310
  - 1295-1310 : Othon, son frère, comte de Tyrol et duc de Carinthie

### Maison de Habsbourg
- 1336-1358 : Albert II, duc d'Autriche et de Styrie depuis 1330, également duc de Carinthie
  - 1336-1339 : Othon, son frère, duc d'Autriche et de Styrie
- 1358-1364 : Rodolphe IV, duc d'Autriche et de Styrie, duc de Carinthie, comte de Tyrol à partir de 1363

En 1364, Rodolphe IV prend le titre de « duc de Carniole ».